# Marder (bemannter Torpedo)
Der Marder war ein bemannter Torpedo der deutschen Kriegsmarine im Zweiten Weltkrieg und eine Weiterentwicklung des Neger. Gebaut wurden die ersten Einheiten im Frühjahr 1944 durch die Torpedoversuchsanstalt (TVA) Eckernförde.

## Einsätze
Der erste Einsatz erfolgte 1944 an der Küste Italiens in Sanremo um alliierte Einheiten an der Invasion zu hindern. Dieser Einsatz blieb erfolglos.
Vom 2. auf den 3. August 1944 waren 58 Marder am Angriff auf alliierte Schiffe bei Courseulles-sur-Mer in der Normandie beteiligt. Hierbei wurde ein Frachter sowie ein Minenräumer und der britische Zerstörer HMS Quorn versenkt, ein weiterer Kreuzer und ein Frachter beschädigt. Von diesem Angriff kehrten nur 17 Marder zurück. Die Quorn wurde eventuell auch von einem Neger versenkt.
Ein weiterer Angriff erfolgte in der Nacht vom 16. auf den 17. August 1944 in der Normandie. 42 Marder nahmen das auf Grund aufsitzende französische Schlachtschiff Courbet ins Ziel, aber nur zwei Boote griffen es an. Die anderen Marder versenkte derweil ein Landungsboot und ein weiteres Schiff. Es ist nicht gesichert, ob es Neger oder Marder waren, welche die Courbet angriffen. 16 Marder gingen verloren, einer wurde durch britische Kräfte erbeutet.
Anfang September 1944 waren 30 Marder an einem Angriff auf alliierte Schiffe vor der französischen Riviera beteiligt. Dieser Angriff blieb erfolglos und 14 Einheiten gingen verloren. 10 weitere wurden am 10. September 1944 in ihrem Stützpunkt im ligurischen Ventimiglia bei einem Luftangriff zerstört.
Bis Kriegsende kam der Marder nur noch vereinzelt im Mittelmeer, der Nordsee sowie in norwegischen Gewässern zum Einsatz.

## Technischer Aufbau

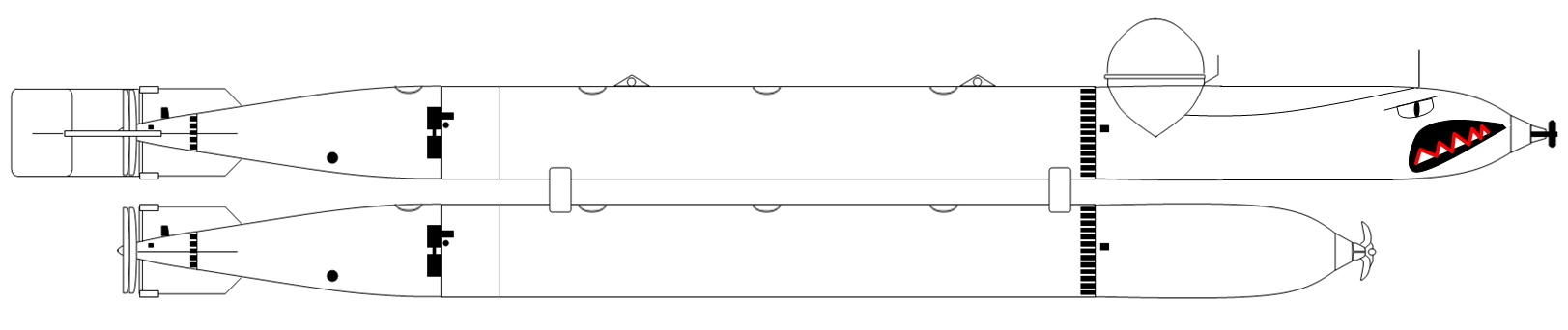
Vereinfachte Darstellung des Marder mit angehängtem Torpedo

Der Marder bestand aus zwei Torpedos (Typ G7e), die untereinander gehängt wurden, wobei nur der untere Torpedo eine Sprengladung mit sich führte. Im oberen Torpedo befand sich ein oben mit einer Plexiglashaube abgeschlossenes Cockpit, in dem ein Fahrer Platz hatte und eine kleine Tauch- und Regelzelle eingebaut war.
Das gesamte Fahrzeug war bis auf den unteren Torpedo unbewaffnet. Über ein einfaches Kimme-Korn-Visier (es wurde später die Zieloptik Hase verwendet) in der Glaskuppel konnte die Kombination aus Trägertorpedo und scharfem Torpedo auf ein Ziel ausgerichtet und der untere Torpedo ausgelöst werden. Bei guter Sicht konnte der Fahrer den Torpedo auch unter Wasser auslösen, was den Vorteil hatte, dass er nicht zum Oberflächenläufer wurde.
Modelle des Marders sind im Militärhistorischen Museum der Bundeswehr in Dresden und im Technik-Museum Speyer ausgestellt.